# Jelmer Steenhuis
Jelmer Jan Steenhuis (Amsterdam, 25 maart 1954) is een Nederlandse jurist en ontwerper van puzzels en spellen. Steenhuis is vooral bekend van zijn wekelijkse puzzels in NRC Handelsblad en Vrij Nederland.
Steenhuis was oorspronkelijk werkzaam als advocaat, maar ging dit gaandeweg combineren met het ontwerpen van puzzels. Vanaf 1987 was dat het Scrypto voor NRC Handelsblad, een onder puzzelaars gerenommeerd cryptogram dat voorheen, tot diens dood, door Henk Scheltes werd geleverd. Vanaf 1990 kwam daar ook de wekelijkse themapuzzel in het weekblad Vrij Nederland bij, losjes gebaseerd op vergelijkbare puzzels in Amerikaanse bladen.
In 1997 besloot Steenhuis zich nog alleen maar op het beroepsmatig bedenken van puzzels toe te leggen en niet veel later richtte hij zijn eigen bedrijf op: Studio Steenhuis. Studio Steenhuis verzorgt puzzels voor diverse dagbladen, tijdschriften, websites, televisie- en radioprogramma's.